# Nurbanu
Afife Nurbanu Sultan (pełne imię Haseki Afife Nûr-Banû Vâlide Sultân Aliyyetü'ş-Şân Hazretleri; osmań. نور بانو سلطان; (ur. ok. 1525, zm. 7 grudnia 1583) – Haseki Sultan jako ulubiona nałożnica, a później prawowita żona sułtana Selima II, Valide Sultan oraz koregentka jako matka Murada III.

## Pochodzenie
Obecnie istnieją dwie teorie na temat pochodzenia Nurbanu: była hiszpańską Żydówką albo wenecką szlachcianką. Po narodzinach mogła się nazywać Rachel Olivia de Nasi lub Cecilia Venier-Baffo.

### Rachel Olivia de Nasi
Jest kwestią dyskusyjną, czyją córką jest Rachel Olivia de Nasi. Yosef de Nasi, książę Naksos, który był synem Samuela de Nasi i wnukiem Yosefa de Nasi, poborcy podatkowego z Hiszpanii, uciekł z Wenecji do Imperium Osmańskiego, do Selima II i Nurbanu, co może sugerować pokrewieństwo między nim a żoną sułtana. Brat Samuela de Nasi przeprowadził się na grecką wyspę Paros. W tamtym okresie, aż do muzułmańskiej inwazji w roku 1537, wyspy greckie były pod władzą Wenecjan. Podczas wojny na Paros w 1537 r. Rachel została porwana i wywieziona do haremu osmańskiego księcia Selima w Stambule, gdzie została jego ulubioną żoną. Zmieniono jej imię na Afife Nurbanu Sultan. Będąc Żydówką, przyznawała przywileje Żydom ze Stambułu i Manisy. 
Rachel była spokrewniona z Gracią Mendes de Nasi, znaną również pod schrystianizowanym imieniem Beatrice de Luna, jedną z najbogatszych Żydówek okresu Renesansu. 

### Cecilia Venier-Baffo
Wenecjanie twierdzą, że Nurbanu byłą córką Nicolò Veniera, brata Sebastiano Veniera (1496-1578), doży weneckiego w latach 1577–1578. Tymczasem według tureckich zapisów była córką weneckiego Żyda imieniem Yosef de Nasi i Violanty Baffo, uznanej przez niektóre źródła za kochankę Nicolò Veniera, przez inne za jego późniejszą żonę (po śmierci de Nasi).

## Nałożnica

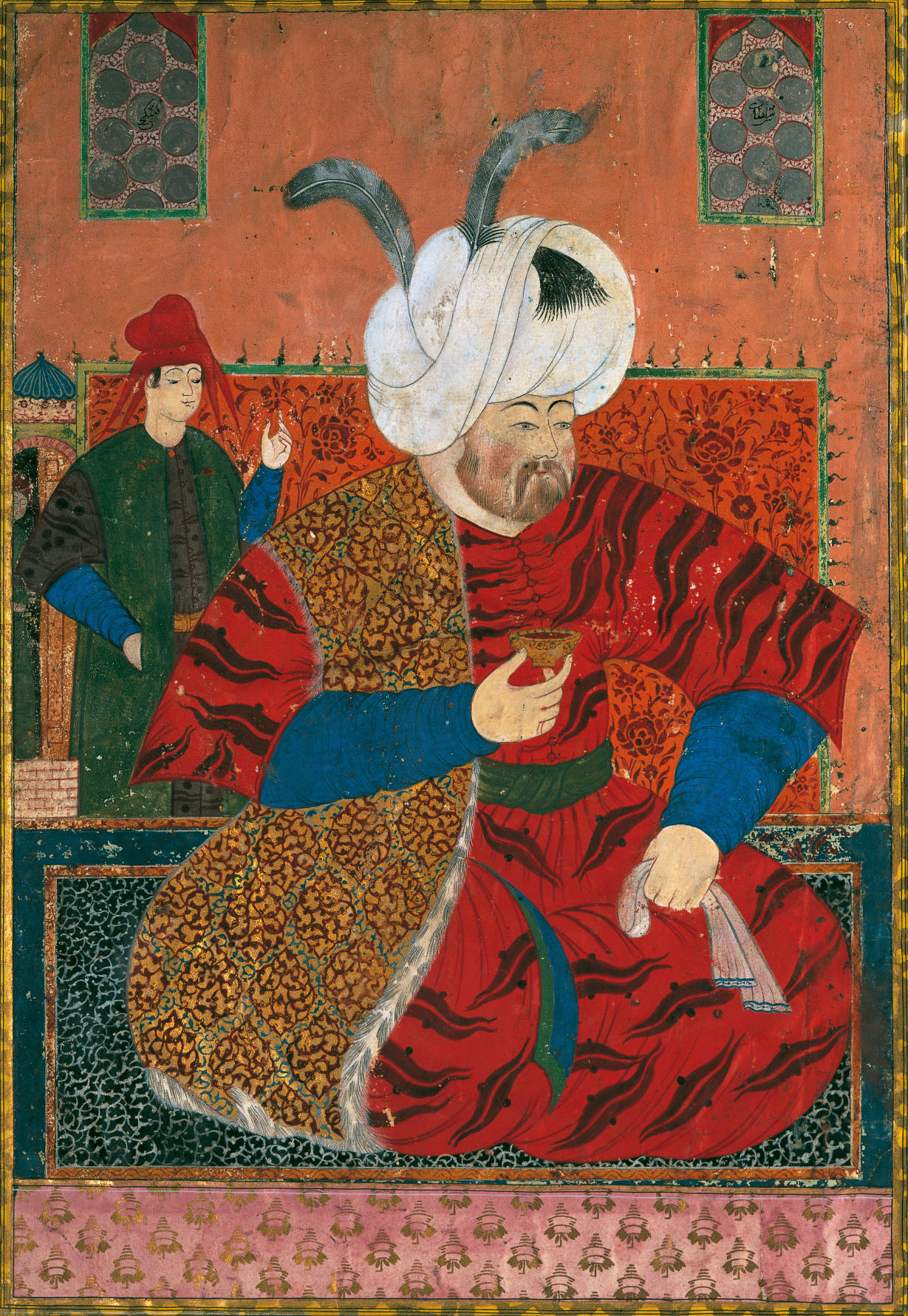
Selim II, mąż Nurbanu

Została podarowana Selimowi prawdopodobnie przez jego matkę, sułtankę Hürrem. Początkowo nosiła imię Afife - po osmańsku "sprawiedliwa", później książę Selim nazwał ją Nurbanu, co po persku znaczy "księżniczka światła". Była opisywana jako olśniewająca piękność o sięgających bioder czarnych włosach, bladej cerze i błękitnych oczach. Interesowała się historią i nauką języków obcych, uwielbiała poezję i czytała mnóstwo poematów. Uchodziła za niezwykle zdolną i oczytaną osobę.
Nurbanu bardzo szybko została ulubienicą Selima i w 1544 roku urodziła mu bliźniacze córki, Ismihan oraz Şah. Dwa lata później powiła swojego jedynego syna i przyszłego sułtana, Murada. Wiadomo, że wydała na świat jeszcze jedną córkę, Fatmę. Niektórzy uznają za jej córkę także Gevherhan. 
Po narodzinach dzieci zdobyła wpływy i została głową książęcego haremu Selima w Manisie. Kiedy ten wstąpił na tron, ożenił się z nią i nadał jej tytuł Haseki Sultan. 
Nawet kiedy Selim, już jako sułtan, zaczął brać do haremu inne nałożnice, pozostawała jego ulubienicą ze względu na swoją urodę i inteligencję. Jako matka następcy tronu była nie tylko doradczynią swojego męża, lecz także sprawowała często funkcję regentki w imieniu uzależnionego od alkoholu i narkotyków Selima. Władca bardzo cenił opinie żony i zawsze słuchał jej rad. Jacopo Soranzo, wenecki ambasador, relacjonował to tak: 
„O Haseki mówi się, że jest wyjątkowo kochana i szanowana przez Jego Wysokość ze względu na jej wielką urodę i niezwykłą inteligencję.”
Była oddaną żoną i lojalną matką, jak pokazały późniejsze wydarzenia. Imperium Osmańskie było dalekie od stabilności, na szczytach władzy stale toczyła się walka o tron. Ten, który przegrywał wyścig, często tracił życie wraz z całą rodziną, co miało zapobiegać ewentualnym buntom w przyszłości. Nurbanu pragnęła, by nic nie przeszkodziło jej synowi w przejęciu władzy po ojcu.

## Valide sultan i regentka

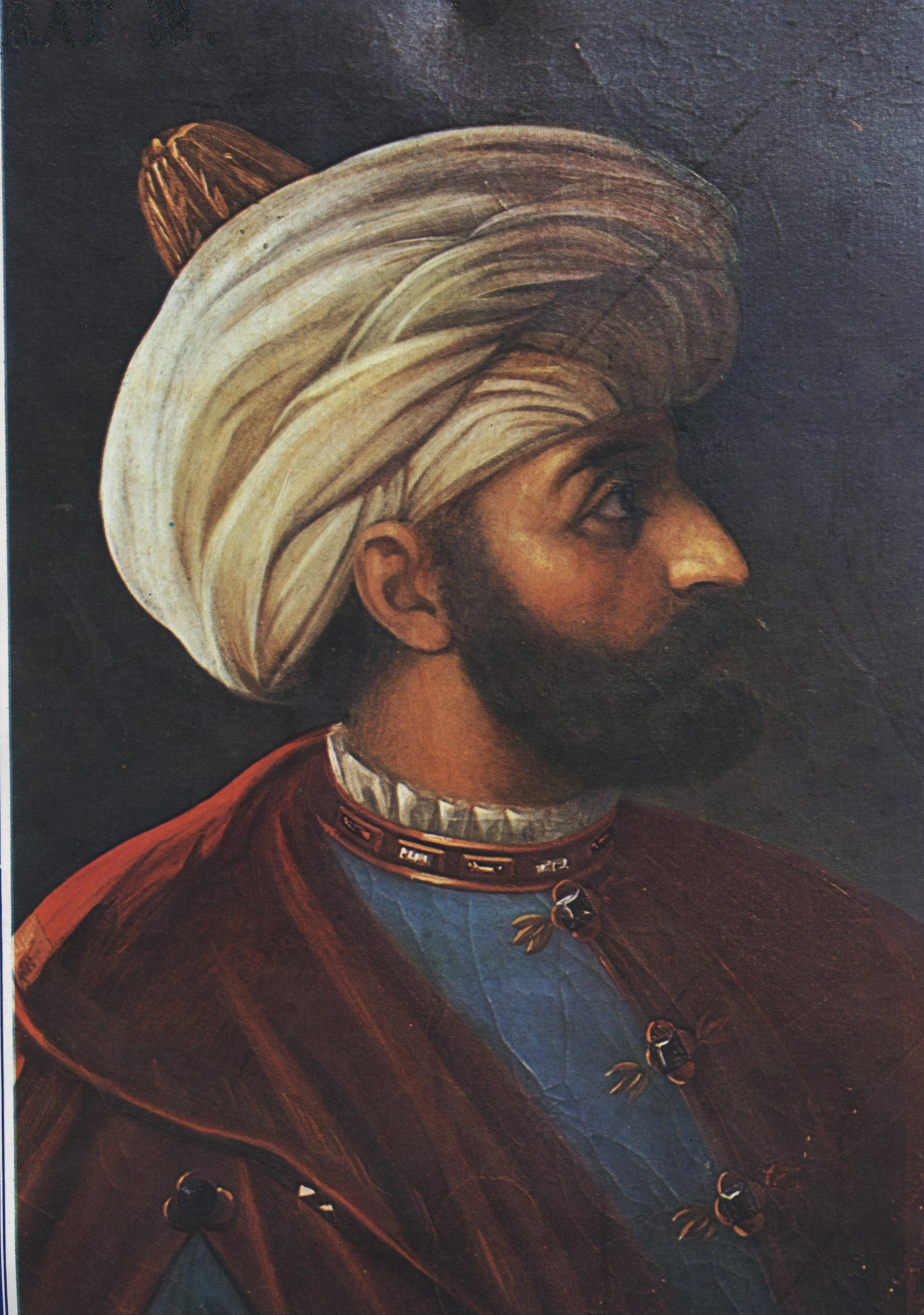
Murad III, dla którego Nurbanu była valide sultan w latach 1574–1583.

Książę Murad został wysłany do Manisy na wybrzeżu Morza Egejskiego, by pełnić tam obowiązki gubernatora, i przebywał tam aż do śmierci sułtana Selima II w 1574 roku. Nurbanu szybko zdała sobie sprawę, że pod nieobecność następcy tronu w stolicy ktoś mógłby skorzystać okazji, by przejąć władzę, podjęła więc natychmiastowe działania. Jako że harem był odseparowany od świata zewnętrznego i skutecznie strzeżony, wiadomość o śmierci sułtana mogła zostać zatajona. Nurbanu ukryła zwłoki męża w chłodni i posłała po syna do Manisy. Dopiero po dwunastu dniach, gdy Murad przybył do Stambułu, ogłoszono publicznie, że Selim nie żyje. Syn Nurbanu został sułtanem Muradem III, a ona - valide sultan, która była najwyższym stanowiskiem, jakie mogła osiągnąć kobieta w Imperium Osmańskim. Nurbanu posiadła olbrzymią władzę i stała się osobą o potężnych wpływach.

## Polityka zagraniczna
Gdy Nurbanu została Valide sultan swojego syna Murada III, rządziła wraz z wielkim wezyrem Sokollu Mehmedem Paszą, koregentem sułtana w okresie sułtanatu kobiet. Jej pośredniczką ze światem poza haremem była Esther Handali, będąca wcześniej sekretarką Roksolany. Ich kontakty były tak częste, iż plotkowano, że były kochankami. Nurbanu korespondowała z królową Francji Katarzyną Medycejską. Weneckie raporty opisują Nurbanu jako kobietę, która nigdy nie zapomniała o swoim weneckim pochodzeniu. 

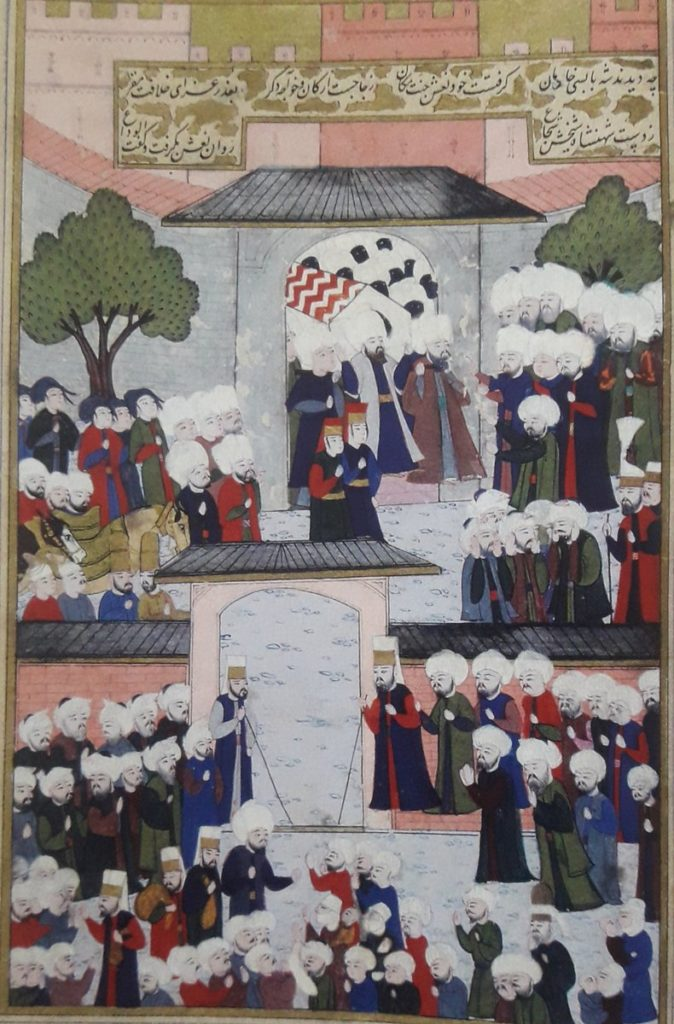
Uroczystości pogrzebowe Nurbanu

W czasie dziewięciu lat regencji (1574–1583) prowadzona przez nią polityka była tak prowenecka, że Genueńczycy ją znienawidzili. Istnieją nawet podejrzenia, że została otruta przez genueńskiego agenta. W każdym razie zmarła w pałacu w dzielnicy Stambułu Yenikapı 7 grudnia 1583 r. Mówiono też, że Nurbanu była spokrewniona z Safiye, urodzoną jako Sofia Baffo, żoną Murada III, która została następną valide sultan Imperium Osmańskiego, kiedy jej syn Mehmed III wstąpił na tron. Według dokumentów osmańskichjakich? Republika Wenecka została silnie uzależniona od Imperium podczas regencji Nurbanu, ponieważ jej polityka była skrajnie prożydowska.

## Śmierć
Podczas 9 lat regencji Nurbanu zamówiła u słynnego architekta Sinana budowę meczetu Atik Valide wraz z otaczającym go kompleksem budynków zwanym külliye w stambulskiej dzielnicy Üsküdar, w miejscu, gdzie uprzednio znajdowała się żydowska łaźnia. Zakończenie budowy kompleksu i oddanie go do użytku nastąpiło pod koniec 1583 r., tuż przed śmiercią Nurbanu. Została pochowana w mauzoleum swego męża Selima II znajdującym się wewnątrz świątyni Hagia Sophia, w dzielnicy Sultanahmet w Stambule.

## W kulturze i sztuce
W tureckim serialu Wspaniałe stulecie w rolę sułtanki Nurbanu wcieliła się aktorka Merve Boluğur.